# Tacparia atropunctata
Tacparia atropunctata là một loài bướm đêm trong họ Geometridae.